# USS Carp (SS-338)
Za druga plovila z istim imenom glejte USS Carp.
USS Carp (SS-338) je bila jurišna podmornica razreda balao v sestavi Vojne mornarice Združenih držav Amerike.

## Zgodovina
Med drugo svetovno vojno je opravila eno vojno patruljo.